# Pamela Kirkham, 16. Baroness Berners
Pamela Vivian Kirkham, 16. Baroness Berners (geborene Williams, * 30. September 1929; † 23. Januar 2023) war eine britische Peeress und Politikerin.

## Leben und Karriere
Sie war die ältere Tochter von Harold Williams und Vera Ruby Tyrwhitt, 15. Baroness Berners (1901–1992). Sie besuchte zuerst die Schule Bredenbury Court, dann die Stonar School in Wiltshire und die Radcliffe Infirmary in Oxford. 1951 wurde sie staatlich anerkannte Krankenschwester (S.R.N.). Damit folgte sie dem gleichen Berufsweg wie ihre Mutter.
Als ihre Mutter 1992 starb, fiel deren Adelstitel der Baroness Berners in Abeyance zwischen ihr und ihrer jüngeren Schwester Rosemary Pollock. Pamela beantragte die Wiederherstellung des Titels zu ihren Gunsten, woraufhin dieser am 30. Juni 1995 ihr als 16. Baroness zugesprochen wurde. Mit dem Titel war ein Sitz im House of Lords verbunden, den sie auf Seiten der Conservative Party einnahm. Ihre Antrittsrede hielt sie am 15. Mai 1996. Sie meldete sich Mitte bis Ende der 1990er Jahre noch mehrfach zu Wort, zuletzt am 13. Oktober 1999 zur Welfare Reform and Pensions Bill. Ihren Sitz verlor sie durch den House of Lords Act 1999. Für einen der verbleibenden Sitze trat sie nicht an.
Sie starb am 23. Januar 2023 im Alter von 93 Jahren an den Folgen eines Schlaganfalls. Ihr Titel ging auf ihren älteren Sohn Rupert über.

## Ehe und Nachkommen
Sie heiratete am 1. März 1952 Michael Joseph Sperry Kirkham, Captain der Yeomanry von Deryshire. Zusammen hatten sie zwei Söhne und eine Tochter:
- Rupert William Tyrwhitt Kirkham, 17. Baron Berners (* 1953) ⚭ 1994 Lisa Carol Judy Lipsey;
- Hon. Caroline Rosemary Tyrwhitt Kirkham (* 1956) ⚭ 1981 Robert Francis Gordon;
- Hon. Robin Raymond Tyrwhitt Kirkham (* 1958) ⚭ 1991 Jennifer Anne Eller.

Sie lebte in Cheltenham in Gloucestershire.